# Fineu (tio de Andrómeda)
Fineu, na mitologia grega, foi um tio de Andrômeda, a quem a princesa havia sido prometida em casamento. Após sua libertação por Perseu, Fineu atacou o heroi, e foi morto, transformado em pedra.
Andrômeda era filha de Cefeu e Cassiopeia, e, por Cassiopeia ter dito que era mais bela que as nereidas, Posidão enviou um monstro para devastar o país. Para aplacar o monstro, Andrômeda foi oferecida em sacríficio, mas Perseu se ofereceu para salvá-la, se esta se casasse com ele.
Segundo os textos de Pseudo-Apolodoro e Ovídio, Fineu era irmão de Cefeu, o rei da Etiópia. Autores modernos, porém, reconstroem esta família de forma diferente: Fineu seria filho de Fênix, filho de Agenor e de Cassiopeia, filha de Árabo, os pais de Cassiopeia, a mãe de Andrômeda.
Fineu, a quem Andrômeda havia sido prometida em casamento, conspirou contra Perseu. Perseu descobriu a trama e transformou Fineu e seus companheiros em pedra, mostrando-lhes a cabeça da Medusa.

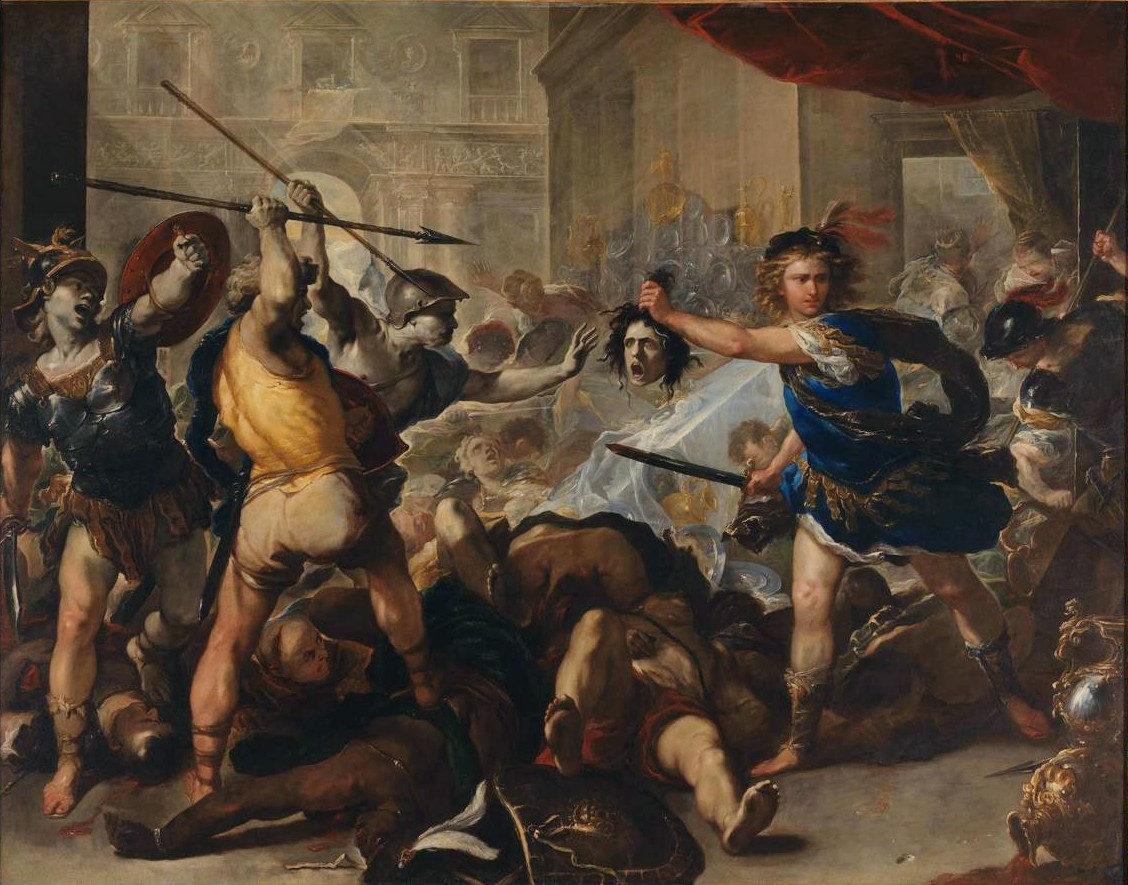
Perseu transformando Fineu e seus companheiros em pedra, por Luca Giordano.

Na versão de Ovídio, foi durante a festa de casamento de Perseu e Andrômeda que Fineu, furioso por ter sido preterido, ameaçou Perseu com uma lança. Cefeu tentou dissuadí-lo, argumentando que Perseu não a havia roubado dele, mas a havia salvo do monstro, enquanto Fineu não havia feito nada para salvá-la. Mesmo assim, após um breve momento de hesitação, Fineu arremessou a lança contra Perseu, mas errou, e conseguiu escapar logo depois do ataque de Perseu. Cefeu saiu da festa, clamando a todos deuses da hospitalidade, verdade e justiça. Na festa, Perseu continuou lutando contra os partidários de Fineu:[carece de fontes?] ele matou Átis, um rapaz indiano de 16 anos, filho de Limnate, ninfa do rio Ganges, o assírio Licabas, companheiro de Átis que o amava muito, Forbas, um descendente de Metião, com seu amigo Anfimedão, da Líbia,  Erithus, filho de Actor, Ábaris, do Cáucaso, Peridamo, descendente de Semíramis, e vários outros. Fineu, sem engajar em combate corpo-a-corpo, jogou sua lança contra Perseu, mas errou e acertou Idas, que não havia tomado nenhum partido durante a luta, e que, ferido, tentou atacar Fineu com a mesma lança, mas não teve forças para isto. A luta continuou, e Fineu matou dois irmãos gémeos, Broteas e Ammon, além de Ampycus, sacerdote de Ceres. Perseu se viu cercado por uma miríade de homens, liderados por Fineu, e, já sem forças, gritou para que seus amigos desviasse o olhar dele. Então ele levantou a cabeça da Medusa, e seus atacantes se tranformaram em estátuas de mármore. Fineu vendo, incrédulo, que seus companheiros haviam sido transformados em estátua, implorou perdão a Perseu, mas este também o fez ver a cabeça da Medusa e virar pedra, sendo eternizado como covarde, por seus olhos e suas mãos.